# Čedok Open 1987
Čedok Open 1987, stylizováno ČEDOK Open a hráno jako Mezinárodní mistrovství ČSSR mužů v tenise, byl tenisový turnaj na profesionálním okruhu Nabisco Grand Prix. Úvodní ročník Czechoslovak Open probíhal mezi 10. a 16. srpnem 1987 v československé metropoli Praze na antukových dvorcích štvanického areálu.
Turnaj byl dotován 150 000 dolary. Nejvýše nasazeným hráčem ve dvouhře se stal pátý hráč světa Miloslav Mečíř z Československa. Singlový titul získal jeho krajan Marián Vajda, který tak vybojoval první ze dvou trofejí ve dvouhře. Deblovou soutěž vyhrála československá dvojice Miloslav Mečíř a Tomáš Šmíd.

## Mužská dvouhra

### Nasazení
| Stát           | Hráč            | ATP | Nasazení |
| -------------- | --------------- | --- | -------- |
| Československo | Miloslav Mečíř  | 5.  | 1.       |
| Československo | Milan Šrejber   | 48. | 2.       |
| Československo | Tomáš Šmíd      | 51. | 3.       |
| Československo | Marián Vajda    | 49. | 4.       |
| Československo | Karel Nováček   | 57. | 5.       |
| Rakousko       | Thomas Muster   | 56. | 6.       |
| Argentina      | Guillermo Vilas | 70. | 7.       |
| Československo | Libor Pimek     | 89. | 8.       |

### Jiné formy účasti
Následující hráči obdrželi divokou kartu do hlavní soutěže:
- Petr Korda
- Cyril Suk
- Henrik Sundström

Následující hráči postoupili z kvalifikace:
- George Bezecny
- Richard Vögel
- Václav Roubíček

## Mužská čtyřhra

### Nasazení
| Stát           | Hráč             | Stát           | Hráč              | Nasazení |
| -------------- | ---------------- | -------------- | ----------------- | -------- |
| Československo | Miloslav Mečíř   | Československo | Tomáš Šmíd        | 1.       |
| Československo | Stanislav Birner | Československo | Jaroslav Navrátil | 2.       |
| Československo | Petr Korda       | Československo | Cyril Suk         | 3.       |
| Československo | Josef Čihák      | Československo | Milan Šrejber     | 4.       |

## Přehled finále

### Mužská dvouhra
- Marián Vajda vs.  Tomáš Šmíd, 3–6, 6–3, 6–3

### Mužská čtyřhra
- Miloslav Mečíř /  Tomáš Šmíd vs.  Stanislav Birner /  Jaroslav Navrátil, 6–3, 6–7, 6–3